# Father Goose
Father Goose (Operación Whisky en España, Papá Ganso en Iberoamérica) es una comedia romántica situada en la Segunda Guerra Mundial estrenada en 1964. El reparto de la película lo forman Cary Grant, Leslie Caron y Trevor Howard. El título proviene en inglés de "Mother Goose", el nombre en clave asignado al personaje de Grant. El filme ganó un Óscar por el guion original.

## Argumento
La película se desarrolla durante la Segunda Guerra Mundial (febrero de 1942) en una pequeña isla en el Pacífico llamada Salamaua cerca de Nueva Guinea que está siendo atacada por los japoneses.
Mientras que la Armada Australiana evacúa la isla, el Comandante Frank Houghton (Trevor Howard) obliga a su viejo amigo americano Walter Eckland (Cary Grant), cuya única obsesión es pescar y beber, a convertirse en un vigía de los Aliados.
Houghton obliga a Eckland a viajar a Malatava, una isla abandonada, para encargarse de todos los aviones y barcos japoneses que circunden la isla. Para asegurar que Eckland no se vaya, el comandante Houghton hace girar a babor su barco y agujerea la lancha de Eckland. Además, para "amenizar" su estancia en la isla, Houghton y sus camaradas han escondido las botellas de whisky. Cada vez que pase un avión por la isla, Eckland tiene derecho a saber dónde está una botella. El nombre en clave que debe utilizar el protagonista es Padre Ganso ("Father Goose") para comunicarse con Houghton.
Houghton encuentra un sustituto para Walter, Malcolm Perry, que se encuentra en una isla cercana. El problema es que los japoneses ya han invadido esa isla y Eckland debe ir a buscarle. Al llegar a esa isla, se encuentra a una institutriz francesa, Catherine Freneau (Leslie Caron) con sus alumnas. Según ella, Malcolm Perry está muerto debido a que los aviones japoneses derribaron su choza. Todos escapan de esa isla a Malatava con el fin de estar a salvo.
Desgraciadamente, no pueden enviar ayuda por paracaídas pues hay mucha actividad enemiga por la zona ni ir a recogerlos. La institutriz, sus alumnas y Eckland deben convivir en la isla durante cuatro semanas. Las relaciones, al principio ásperas y desagradables, poco a poco van mejorando aunque Catherine sigue considerando a Eckland un "grosero y sucio borracho". Un día, Catherine se hace una herida con una rama creyendo que es una serpiente venenosa. Todos creen que va a morir. Entonces, durante el "delirio de la institutriz", Eckland le revela que ha sido profesor y que ha tenido una mala experiencia y por eso bebe.
Los días pasan hasta que Catherine y Walter deciden casarse con ayuda del capellán del barco de Houghton. Justo en el momento en el que se va a celebrar la ceremonia delante de la radio, aparece un avión japonés que los dispara. El avión, afortunadamente, se va y pueden terminar la boda. Sin embargo, los japoneses vuelven a la isla, esta vez en lanchas, para acabar con ellos, por lo que deben esconderse en la lancha de Eckland y escapar hacia un submarino que les espera lejos de la isla. Entonces comienza una persecución entre los japoneses y nuestros protagonistas. Los japoneses destruyen la lancha de Eckland y el submarino abate al guardacostas japonés.
Catherine, Eckland (ahora su marido) y sus alumnas sobreviven. Consiguen llegar al submarino y escapar de Malatava.

## Reparto
- Cary Grant es Walter Christopher Eckland (Papá Ganso).
- Leslie Caron es Catherine Freneau.
- Trevor Howard es el Comandante Frank Houghton (Lobo Feroz).
- Jack Good es el Almirante Stebbings (Caperucita Roja).

Las niñas:
- Sharyl Locke es Jenny.
- Pip Sparke es Anne.
- Verina Greenlaw es Christine.
- Stephanie Berrington es Elizabeth Anderson.
- Jennifer Berrington es Harriet "Harry" MacGregor.
- Laurelle Felsette es Angelique.
- Nicole Felsette es Dominique.

## Rodaje
Father Goose se rodó en Jamaica.

## Premios y candidaturas
El film ganó un Óscar por el Mejor Guion Original, escrito para el cine por S. H. Barnett, Peter Stone y Frank Tarloff. También fue candidata al premio al Mejor Sonido y al premio al Mejor Montaje.
- Datos: Q533638
- Multimedia: Father Goose (film) / Q533638